# Джонні Кардозо
Жуа́н Лу́кас «Джо́нні» де Со́уза Кардо́зо (англ. João Lucas "Johnny" de Souza Cardoso; нар. 20 вересня 2001) — американський футболіст, півзахисник іспанського клубу «Атлетіко» (Мадрид) і збірної США.

## Клубна кар'єра

### «Інтернасьйонал»
Почав займатися футболом в юнацьких клубах «Крісіума» та «Аваї», а 2014 року приєднався до структури «Інтернасьйонала».
15 вересня 2019 року дебютував за основний склад «Інтернасьйонала» в Серії A проти клубу «Атлетіку Мінейру», вийшовши на заміну Рафаелу Собісу.
12 лютого 2020 року дебютував у Кубку Лібертадорес, вийшовши на заміну Даміану Мусто в матчі другого кваліфікаційного раунду проти клубу «Універсідад де Чилі». Всього у сезоні 2020 року провів за «Інтернасьйонал» 21 поєдинок в усіх турнірах. 5 березня 2021 року забив свій перший гол в професіональній кар'єрі в матчі Ліги Гаушу проти «Пелотаса». Загалом зіграв 34 матчі і забив 2 голи за клуб у сезоні 2021 року. 6 червня 2022 року забив перший м'яч у Серії А у матчі проти «Ред Булла» (Брагантіно). 30 серпня у матчі Серії А з «Жувентуде» відзначився дублем. Всього у сезоні 2022 року забив 3 голи і віддав 2 результативні передачі у 39 іграх за «Інтернасьйонал». Наступного сезону провів 49 матчів і забив 2 голи.

### «Реал Бетіс»
1 січня 2024 року перейшов в іспанський клуб «Реал Бетіс», підписавши п'ятирічний контракт. Сума трансферу становила 6 млн євро. 21 січня дебютував за «Реал Бетіс», вийшовши в стартовому складі матчу Ла-Ліги проти «Барселони». 9 лютого у поєдинку з «Кадісом» віддав свою першу результативну передачу в Ла-Лізі. 15 лютого дебютував в єврокубках в матчі плей-оф Ліги конференцій УЄФА проти загребського «Динамо». У матчі Ла-Ліги проти «Атлетіка» (Більбао), 25 лютого, відзначився своїм першим голом за клуб. За підсумками лютого 2024 року був визнаний гравцем місяця в Ла-Лізі віком до 23 років. У підсумку був номінований на звання молодого гравця (до 23 років) сезону 2023–24 в Ла-Лізі.
19 грудня 2024 року в матчі Ліги конференцій проти фінського клубу ГІК забив свій перший гол у єврокубках, принісши перемогу своїй команді (1-0). 4 лютого 2015 року продовжив контракт з клубом до 2030 року. В сезоні 2024-25 дійшов з «Бетісом» до фіналу Ліги конференцій, де в підсумку його команда поступилась англійському «Челсі». Вийшовши в стартому складі на гру з «Челсі», став першим американським футболістом, який зіграв у фіналі єврокубкових змагань з перших хвилин.

### «Атлетіко» (Мадрид)
16 липня 2025 року перейшов в мадридський «Атлетіко», підписавши п'ятирічний контракт. Сума трансферу становила 24 млн євро, через що він став шостим найдорожчим американським футболістом в історії.

## Кар'єра в збірній
3 листопада 2020 року був уперше викликаний до збірної США для участі у товариських матчах зі збірними Уельса і Панами. 12 листопада у матчі проти Уельсу дебютував за збірну США, вийшовши у стартовому складі.
В березні 2021 року був викликаний до олімпійської збірної США, за яку провів 4 матчі у відбірковому турнірі до літніх Олімпійських ігор 2020, але збірна США не змогла пройти кваліфікацію.
У 2023 році виступав за збірну США у турнірі Ліги націй КОНКАКАФ (Ліга А), де у вирішальному матчі фінальної стадії, вийшовши на заміну, допоміг своїй команді здобути перемогу проти збірної Канади (2–0). У березні 2024 року в складі збірної США став переможцем фінальної частини Ліги націй КОНКАКАФ 2023–24, в якій американці у вирішальному матчі здолали мексиканців (2–0).
14 червня 2024 року включений до офіційної заявки збірної США для участі в матчах фінальної частини домашнього Кубку Америки 2024. На турнірі зіграв у матчах групового етапу проти збірних Болівії та Панами, а збірна США не вийшла з групи, посівши 3-тє місце.
В червні 2025 року потрапив до заявки збірної США для участі в матчах Золотого кубку КОНКАКАФ 2025. На турнірі провів два матчі, а його команда дійшла до фіналу, де поступилася збірній Мексики.

## Особисте життя
Народився у Денвілл Тауншип, штат Нью-Джерсі, США у родині бразильців, а коли йому було 3 місяці батьки повернулись додому, у місто Крісіума на півдні Бразилії.

## Статистика виступів

### Клубна статистика
Станом на 28 травня 2025 
| Клуб              | Сезон             | Чемпіонат         | Чемпіонат | Чемпіонат | Чемпіонат штату | Чемпіонат штату | Кубок | Кубок | Континентальні | Континентальні | Всього | Всього |
| Клуб              | Сезон             | Дивізіон          | Матчі     | Голи      | Матчі           | Голи            | Матчі | Голи  | Матчі          | Голи           | Матчі  | Голи   |
| ----------------- | ----------------- | ----------------- | --------- | --------- | --------------- | --------------- | ----- | ----- | -------------- | -------------- | ------ | ------ |
| Інтернасьйонал    | 2019              | Серія A           | 1         | 0         | —               | —               | —     | —     | —              | —              | 1      | 0      |
| Інтернасьйонал    | 2020              | Серія A           | 13        | 0         | 4               | 0               | 1     | 0     | 3              | 0              | 21     | 0      |
| Інтернасьйонал    | 2021              | Серія A           | 27        | 0         | 4               | 1               | 2     | 1     | 1              | 0              | 34     | 2      |
| Інтернасьйонал    | 2022              | Серія A           | 24        | 3         | 10              | 0               | 1     | 0     | 4              | 0              | 39     | 3      |
| Інтернасьйонал    | 2023              | Серія A           | 22        | 2         | 12              | 0               | 4     | 0     | 11             | 0              | 49     | 2      |
| Інтернасьйонал    | Всього            | Всього            | 87        | 5         | 30              | 1               | 8     | 1     | 19             | 0              | 144    | 7      |
| Реал Бетіс        | 2023–24           | Ла-Ліга           | 17        | 1         | —               | —               | —     | —     | 2              | 0              | 19     | 1      |
| Реал Бетіс        | 2024–25           | Ла-Ліга           | 28        | 3         | —               | —               | 3     | 0     | 15             | 1              | 46     | 4      |
| Реал Бетіс        | Всього            | Всього            | 45        | 4         | 0               | 0               | 3     | 0     | 17             | 1              | 65     | 5      |
| Атлетіко (Мадрид) | 2025–26           | Ла-Ліга           | 0         | 0         | —               | —               | 0     | 0     | 0              | 0              | 0      | 0      |
| Всього за кар'єру | Всього за кар'єру | Всього за кар'єру | 132       | 8         | 30              | 1               | 11    | 1     | 35             | 1              | 210    | 12     |

1. ↑  Ліга Гаушу
2. ↑  Кубок Бразилії
3. 1 2 3  Матчі в Кубку Лібертадорес
4. ↑  Матчі в Південноамериканському кубку
5. 1 2  Матчі в Лізі конференцій УЄФА

### Міжнародна статистика
Станом на 23 червня 2025 
| Збірна            | Сезон             | Товариські | Товариські | Офіційні | Офіційні | Всього | Всього |
| Збірна            | Сезон             | Ігри       | Голи       | Ігри     | Голи     | Ігри   | Голи   |
| ----------------- | ----------------- | ---------- | ---------- | -------- | -------- | ------ | ------ |
| США               |                   |            |            |          |          |        |        |
| 2020              | 2                 | 0          | 0          | 0        | 2        | 0      |        |
| 2021              | 1                 | 0          | 0          | 0        | 1        | 0      |        |
| 2022              | 1                 | 0          | 0          | 0        | 1        | 0      |        |
| 2023              | 2                 | 0          | 3          | 0        | 5        | 0      |        |
| 2024              | 4                 | 0          | 5          | 0        | 9        | 0      |        |
| 2025              | 2                 | 0          | 2          | 0        | 4        | 0      |        |
| Всього за кар'єру | Всього за кар'єру | 12         | 0          | 10       | 0        | 22     | 0      |

### Матчі за збірну
Станом на 23 червня 2025 
| Матчі Джонні Кардозо за збірну США | Матчі Джонні Кардозо за збірну США | Матчі Джонні Кардозо за збірну США | Матчі Джонні Кардозо за збірну США | Матчі Джонні Кардозо за збірну США | Матчі Джонні Кардозо за збірну США | Матчі Джонні Кардозо за збірну США | Матчі Джонні Кардозо за збірну США         |
| №                                  | Дата                               | Суперник                           | Рахунок                            | Голи                               | Картки                             | Хвилини                            | Змагання                                   |
| ---------------------------------- | ---------------------------------- | ---------------------------------- | ---------------------------------- | ---------------------------------- | ---------------------------------- | ---------------------------------- | ------------------------------------------ |
| 1                                  | 12 листопада 2020                  | Уельс                              | 0–0                                |                                    | 80'                                | 19'                                | Товариський матч                           |
| 2                                  | 16 листопада 2020                  | Панама                             | 6–2                                |                                    |                                    | 28'                                | Товариський матч                           |
| 3                                  | 19 грудня 2021                     | Боснія і Герцеговина               | 1–0                                |                                    |                                    | 63'                                | Товариський матч                           |
| 4                                  | 23 вересня 2022                    | Японія                             | 0–2                                |                                    |                                    | 23'                                | Товариський матч                           |
| 5                                  | 25 березня 2023                    | Гренада                            | 7–1                                |                                    |                                    | 15'                                | Ліга націй КОНКАКАФ 2022–23 (А)            |
| 6                                  | 28 березня 2023                    | Сальвадор                          | 1–0                                |                                    |                                    | 1'                                 | Ліга націй КОНКАКАФ 2022–23 (А)            |
| 7                                  | 19 червня 2023                     | Канада                             | 2–0                                |                                    | 80'                                | 22'                                | Фінальні матчі Ліги націй КОНКАКАФ 2022–23 |
| 8                                  | 14 жовтня 2023                     | Німеччина                          | 1–3                                |                                    |                                    | 16'                                | Товариський матч                           |
| 9                                  | 18 жовтня 2023                     | Гана                               | 4–0                                |                                    |                                    | 65'                                | Товариський матч                           |
| 10                                 | 21 березня 2024                    | Ямайка                             | 3–1 (дч.)                          |                                    |                                    | 20'                                | Фінальні матчі Ліги націй КОНКАКАФ 2023–24 |
| 11                                 | 25 березня 2024                    | Мексика                            | 2–0                                |                                    |                                    | 45'                                | Фінальні матчі Ліги націй КОНКАКАФ 2023–24 |
| 12                                 | 8 червня 2024                      | Колумбія                           | 1–5                                |                                    |                                    | 83'                                | Товариський матч                           |
| 13                                 | 13 червня 2024                     | Бразилія                           | 1–1                                |                                    |                                    | 25'                                | Товариський матч                           |
| 14                                 | 24 червня 2024                     | Болівія                            | 2–0                                |                                    |                                    | 24'                                | Фінальні матчі КА-2024                     |
| 15                                 | 28 червня 2024                     | Панама                             | 1–2                                |                                    |                                    | 45'                                | Фінальні матчі КА-2024                     |
| 16                                 | 7 вересня 2024                     | Канада                             | 1–2                                |                                    |                                    | 62'                                | Товариський матч                           |
| 17                                 | 11 вересня 2024                    | Нова Зеландія                      | 1–1                                |                                    |                                    | 4'                                 | Товариський матч                           |
| 18                                 | 15 листопада 2024                  | Ямайка                             | 1–0                                |                                    |                                    | 21'                                | Ліга націй КОНКАКАФ 2024–25 (А)            |
| 19                                 | 7 червня 2025                      | Туреччина                          | 1–2                                |                                    |                                    | 45'                                | Товариський матч                           |
| 20                                 | 11 червня 2025                     | Швейцарія                          | 0–4                                |                                    | 90'                                | 90'                                | Товариський матч                           |
| 21                                 | 20 червня 2025                     | Саудівська Аравія                  | 1–0                                |                                    |                                    | 2'                                 | Золотий кубок КОНКАКАФ 2025                |
| 22                                 | 23 червня 2025                     | Гаїті                              | 2–1                                |                                    |                                    | 9'                                 | Золотий кубок КОНКАКАФ 2025                |

Всього: 22 матчі / 0 голів; 12 перемог, 3 нічиї, 7 поразок.

## Досягнення
Збірна США
- Переможець Ліги націй КОНКАКАФ (2): 2022–23[37], 2023–24[38]

Особисті досягнення
- Гравець місяця Ла-Ліги (до 23 років): лютий 2024[39]